# Luxemburgo Leaks
Luxemburgo Leaks é um escândalo financeiro que revelou, em novembro de 2014, os detalhes das operações secretas de 343 grandes empresas transnacionais para evitar o pagamento de tributos. As operações utilizaram manobras legais desenvolvidas por tributaristas e conhecidas como elisão fiscal e planejamento tributário.
O escândalo foi revelado por 80 jornalistas de 36 países, que analisaram documentos obtidos pelo Consórcio Internacional de Jornalistas Investigativos (ICIJ), mostrando que as empresas economizaram bilhões de dólares que deveriam ser pagos em tributos.
As operações contaram com o apoio do governo de Luxemburgo e estão causando indignação na Europa porque causaram grandes prejuízos econômicos aos demais membros da União Europeia em favor das grandes empresas transnacionais em um momento de crise da economia mundial:
| “ | A estrutura em Luxemburgo é uma forma de dilapidar a receita tributável de qualquer país em que possa ser gerada. | ” |

Os acordos secretos entre as empresas e as autoridades de Luxemburgo foram intermediados pelas "4 Grandes" empresas de auditoria internacional. Pricewaterhousecoopers, KPMG, Ernst & Young e Deloitte são os principais artífices de um grande sistema que oculta o desvio de recursos usando paraísos fiscais como Luxemburgo.
Dentre as companhias mencionadas destacam-se grandes corporações transnacionais como Cargill, Citigroup, GlaxoSmithKline, Volkswagen, McGrawHill, British American Tobacco, Reckitt Benckiser, Timberland, General Electric, Credit Suisse, Pepsi, Ikea, Accenture, Burberry, Procter & Gamble, Heinz, JP Morgan, FedEx, Abbott Laboratories, Amazon, Deutsche Bank, Apple, Verizon, Vodafone, Gazprom, HSBC e Macquarie Bank.
Várias grandes empresas que fazem negócios no Brasil estão envolvidas. Os dois maiores bancos privados brasileiros, o Bradesco e o Itaú Unibanco, têm sido os mais mencionados devido aos seus grandes lucros. Juntos, evitaram o pagamento de 200 milhões de reais de tributos em 2009.
Outras empresas transnacionais mencionadas e que atuam no Brasil são: Companhia Brasileira de Distribuição, Cliffs Natural Resources, DDR Corp., Intelsat, Navistar International, Caterpillar Inc. e Tyco International.